# Temporada de huracanes del Atlántico de 1550-1574
Entre los años 1550 y 1574 se presentó la Temporada de huracanes en el Atlántico de 1550-1574. Aunque no se posee la información de cada tormenta que ocurrió en este período, algunas zonas costeñas estaban suficientemente pobladas como para proveer datos de las ocurrencias de los huracanes. Cada temporada era parte del ciclo anual de formación de ciclones tropicales en el Atlántico. La mayor parte de estos ciclones ocurre entre el 1 de junio y el 30 de noviembre.

## Storms
| Año  | Ubicabión                             | Fecha            | Fallecidos      | Daños/Notas                                           |
| ---- | ------------------------------------- | ---------------- | --------------- | ----------------------------------------------------- |
| 1550 | Cayos de Florida                      | N/D              | N/D             | Embarcación desaparecida cerca de La Habana           |
| 1551 | Golfo de Honduras                     | N/D              | Varios          | Una embarcación hundida, toda su tripulación ahogada  |
| 1553 | Oeste de Florida                      | N/D              | 700             | N/D                                                   |
| 1553 | Texas                                 | N/D              | Varios ahogados | Diecisiete embarcaciones desaparecidas                |
| 1554 | Cuba                                  | Noviembre        | N/D             | Una embarcación hundido                               |
| 1554 | Sur de Texas                          | N/D              | N/D             | Tres embarcación desaparecidas                        |
| 1559 | Oeste de Florida                      | 20 de agosto     | 500             | N/D                                                   |
| 1565 | Cercanías de la costa este de Florida | 22 de septiembre | N/D             | Varias embarcacionas francesas desaparecidas          |
| 1566 | Este de Florida                       | 13 de septiembre | N/D             | N/D                                                   |
| 1566 | Cercanías de la costa este de Florida | 24 de septiembre | N/D             | N/D                                                   |
| 1566 | Golfo de México                       | N/D              | más de 5        | Cuatro embarcaciones destruidas                       |
| 1567 | Cercanías de Dominica                 | N/D              | N/D             | Seis embarcaciones destruidas                         |
| 1571 | San Agustín, Florida                  | N/D              | N/D             | Fuertas inundaciones, dos embarcaciones desaparecidas |